# Surfplank

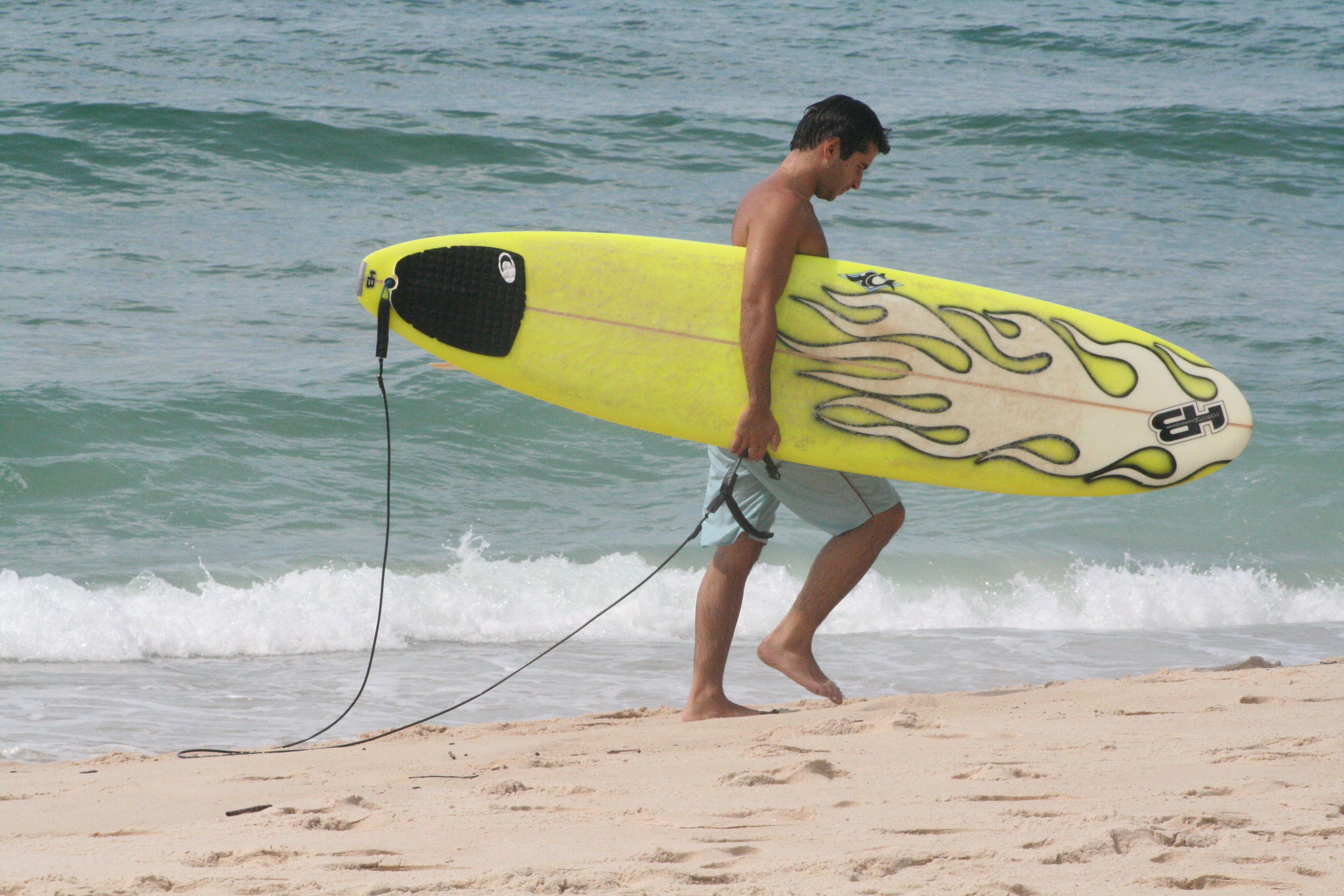
Man met surfplank

Een surfplank of zeilplank is een plank die bij het golf- en windsurfen wordt gebruikt.

## Onderdelen
Hoewel er Nederlandse woorden zijn voor de onderdelen van een surfplank, zijn de Engelse woorden nose, tail en skeg gangbaar. Deze termen worden ook gebruikt bij skate- en snowboarden.
Iedere surfplank bestaat uit:
- Boeg of nose: de voorkant van de surfplank.
- Spiegel of tail: de achterkant van de surfplank.
- Scheg of skeg: vin(nen) aan de onderkant van de spiegel; zonder deze vin zou de spiegel steeds draaien, waardoor de plank van zijn koers zou afwijken.

## Windsurfplank
De windsurfplank bestaat uit een drijflichaam van veelal kunststof, voorzien van een beweegbaar tuig. Dit tuig bestaat uit een mast, zeil en giek. Dit tuig is aan de plank bevestigd door middel van een in alle richtingen draaibare en kantelbare mastvoet. Het tuig wordt rechtop gehouden doordat de surfer de giek in zijn handen houdt. De surfer bestuurt de surfplank door het tuig in een bepaalde richting te bewegen, waarna de druk van de wind de plank laat draaien. Door het zeil weer terug te bewegen naar het evenwichtspunt wordt de draai beëindigd.
Extra onderdelen van een windsurfplank:
- Voetbanden: de banden waar de voeten door moeten om steviger op de plank te staan.
- Mastvoetuitsparing en mastrail: de mastvoetuitsparing dient om de mast in te bevestigen, de mastrail om het zeil een beetje meer naar voor of naar achter op de surfplank te verplaatsen.
- Zwaardkast: een gleuf waar het zwaard doorheen moet; bevindt zich in het midden van de plank.
- (Inklapbaar) zwaard: een 'plank' die dwars door de surfplank heen steekt. Zonder zwaard zou de wind de surfer zijdelings wegblazen, in een richting die haaks staat op de gewenste vaarrichting. Het zwaard dient dus ter beperking van 'drift', zoals het zijdelings afdrijven genoemd wordt. Door het zwaard kan de surfer alle richtingen op (behalve tegen de wind in). Het zwaard zorgt er ook voor dat de surfplank stabieler wordt, zodat de surfplank veel minder gemakkelijk kan kapseizen. Het zwaard is ook de as waarom de surfplank draait bij het overstag gaan (het naar de wind toe draaien). De surfer trekt het zeil dan met andere woorden over de spiegel. Dat werkt ook zo bij het gijpen (het van de windrichting wegdraaien). Daarbij trekt hij het zeil over de boeg.

Niet alle windsurfboards hebben een zwaard. Evenmin hebben alle boards voetbanden.
De skeg en het zwaard hebben een botte en een scherpe kant. De botte kanten zijn de kanten die het water snijden; de botte kanten wijzen naar de boeg. De scherpe kanten wijzen naar de spiegel.